# La Vela Puerca
La Vela Puerca è un gruppo musicale uruguaiano rock/ska fondato a Montevideo nel 1995.

## Formazione
- Alejandro Picone - tromba
- Carlos Quijano - sax contralto
- José Canedo - batteria
- Nicolás Lieutier - basso elettrico
- Rafael Di Bello - chitarra
- Santiago Butler - chitarra
- Sebastián Cebreiro - seconda voce
- Sebastián Teysera - prima voce

## Discografia

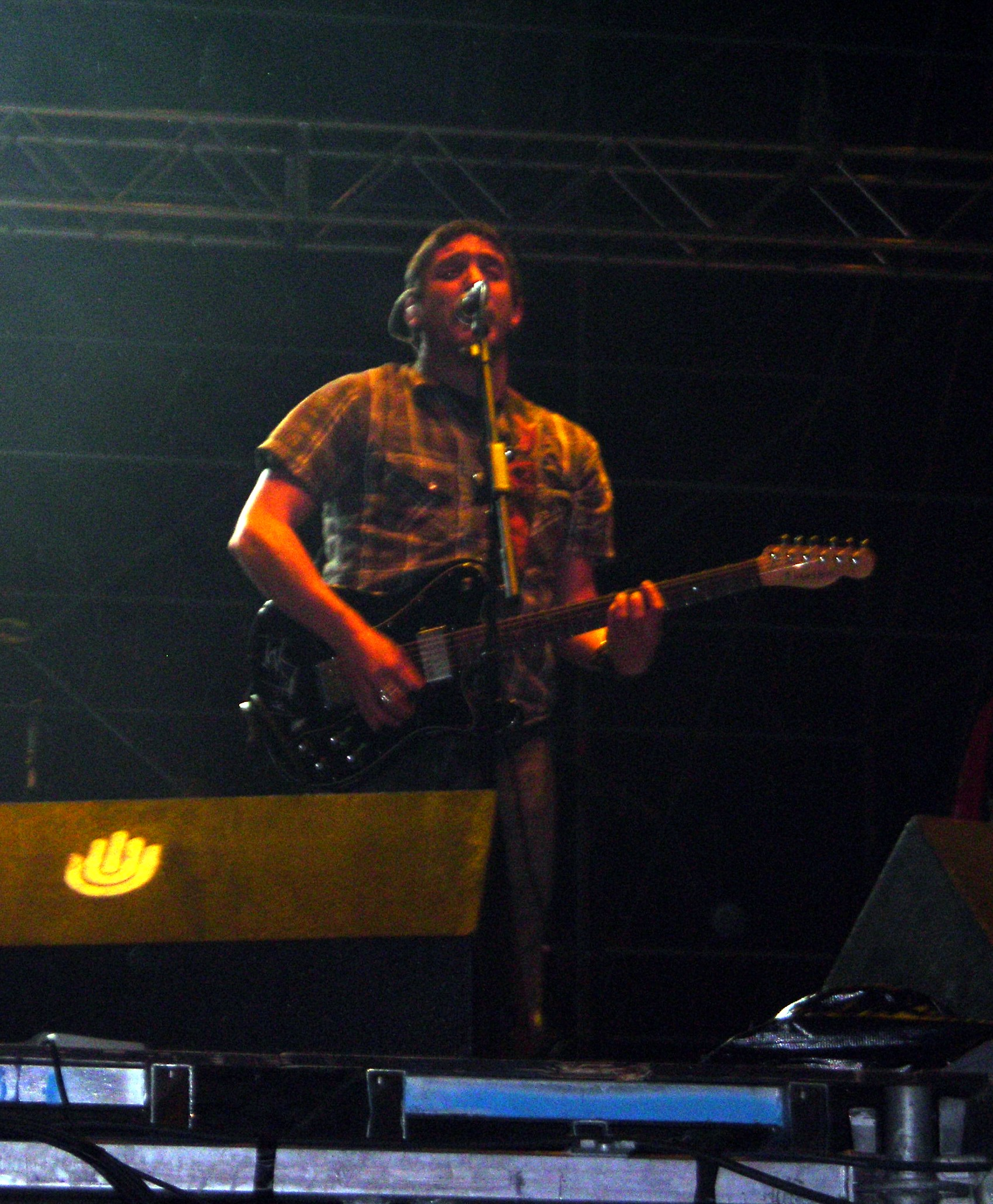
Sebastián Teysera, cantante de La Vela Puerca, all'Extremúsika 2008

- 1998/1999 - Deskarado/La Vela Puerca
- 2001 - De Bichos y Flores
- 2004 - A Contraluz
- 2007 - El Impulso
- 2011 - Piel y Hueso